# Richard H. Gallagher
Richard H. Gallagher (Nova Iorque, 17 de novembro de 1927 – Tucson, 30 de setembro de 1997) foi um engenheiro mecânico estadunidense.
Gallagher foi um dos fundadores e editores do periódico International Journal of Numerical Methods in Engineering.

## Obras
- A Correlation Study of Matrix Methods of Structural Analysis. Pergamon Press, 1964.
- Optimum Structural Design, J. Wiley Ltd., 1973.
- Finite Element Fundamentals. Prentice-Hall, 1975. Traduzido em diversas línguas.
- Finite Elements in Fluids, volume 2, com O. C. Zienkiewicz, R. H. Gallagher e C. Taylor, John Wiley & Sons, New York, 1976.
- com W. McGuire, Matrix Structural Analysis. J. Wiley Book Co., 1979
- Finite Elements in Fluids, volume 4 com R. H. Gallagher, D. N. Norrie e O. C. Zienkiewicz, Wiley, Chichester, 1982.
- Finite Elements in Fluids, volume 6, com R. H. Gallagher, G. F. Carey e O.C. Zienkiewicz, Wiley, Chichester, 1985.